# 斯塔克号护卫舰
斯塔克号导弹护卫舰（英語：USS Stark (FFG-31)），是美国海军第23艘奥利弗·哈泽德·佩里级护卫舰，以海军上将哈洛德·史塔克（1880年－1972年）命名。1978年1月23日在陶德造船厂西雅图分廠进行建造。斯塔克号与1979年8月24日铺设龙骨并于1980年5月30日下水，在1982年10月23日正式进入美国海军服役。1987年，一架伊拉克空军幻影战斗机发射了两枚导弹击中斯塔克号，造成37名隨艦人员丧生。斯塔克号于1999年5月7日退役，2006年被拆解。

## 导弹袭击事件
斯塔克号巡防舰于1984年和1987年部署到中东。1987年5月17日，在两伊战争期间，一架伊拉克空军幻影F1型战斗机发射两枚飞鱼反舰导弹导弹击中斯塔克号。然而，雷根政府将责任归咎于伊朗因其对潜在冲突的好战。这架飞机于当地时间20:00从伊拉克Shaibah起飞，然后向南飞入波斯湾。飞行员从22.5海里（41.7）发射了第一枚飞鱼反舰导弹，并在15.5海里（28.7）发射了第二枚导弹（此时斯塔克号正通过无线电发出警告）。护卫舰雷达没有探测到导弹；在导弹击中之前瞭望員才发出警告。第一枚导弹穿透船体并未能引爆，但沿著彈道引燃了火箭燃料。第二枚导弹命中几乎相同的位置，造成3公尺x4公尺的大洞，這枚导弹在船员艙間位置爆炸。37名船员遇难，21人受伤。 

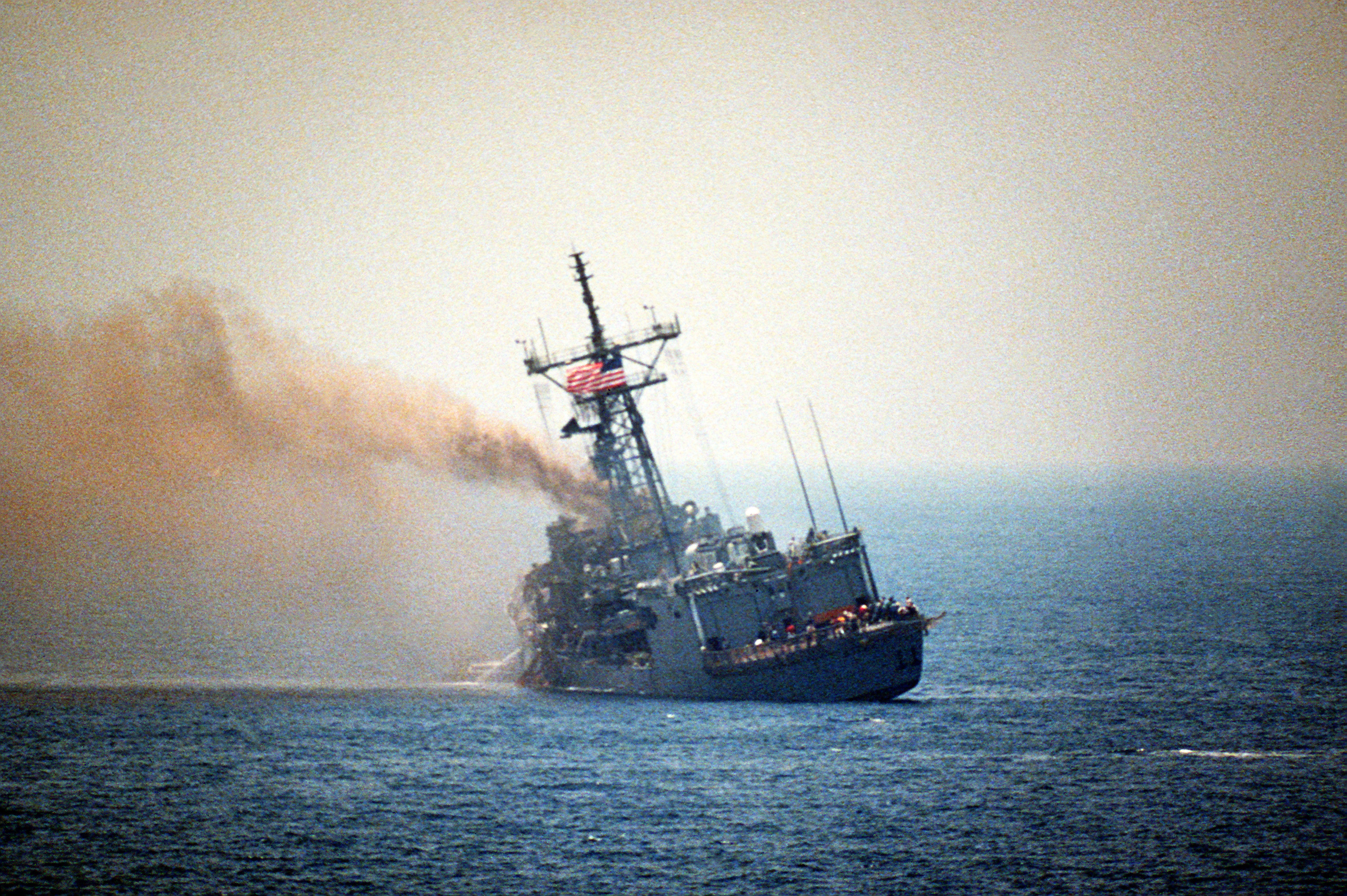
斯塔克号遭受两枚飞鱼反舰导弹的攻击。

斯塔克号并没有开火防御，密集阵近程防御武器系统仍处于待命模式， MK36 干扰发射系统直到导弹击中前几秒才开始启动。进行攻击的飞鱼反舰导弹和幻影战斗机是STIR 火控雷達（独立跟踪和照明雷达，Mk 92火控系统的一部分）以及奥托布雷达76毫米舰炮的盲区，但对于MK 92 CAS（组合天线系统，Mk 92导弹火控系统的主要搜索和跟踪雷达）和Mk 13 Mod 4单臂发射器是可以照射到目标的。
在大火和严重倾斜的情况下，船员们直到夜间才重新控制舰只。斯塔克号在经过驱逐母舰阿卡迪亚号临时修理至适航后前往巴林，斯塔克号以自身动力回到了母港梅波特海军基地。该船最终在密西西比州的英格尔斯造船厂以1.42亿美元的价格修复。

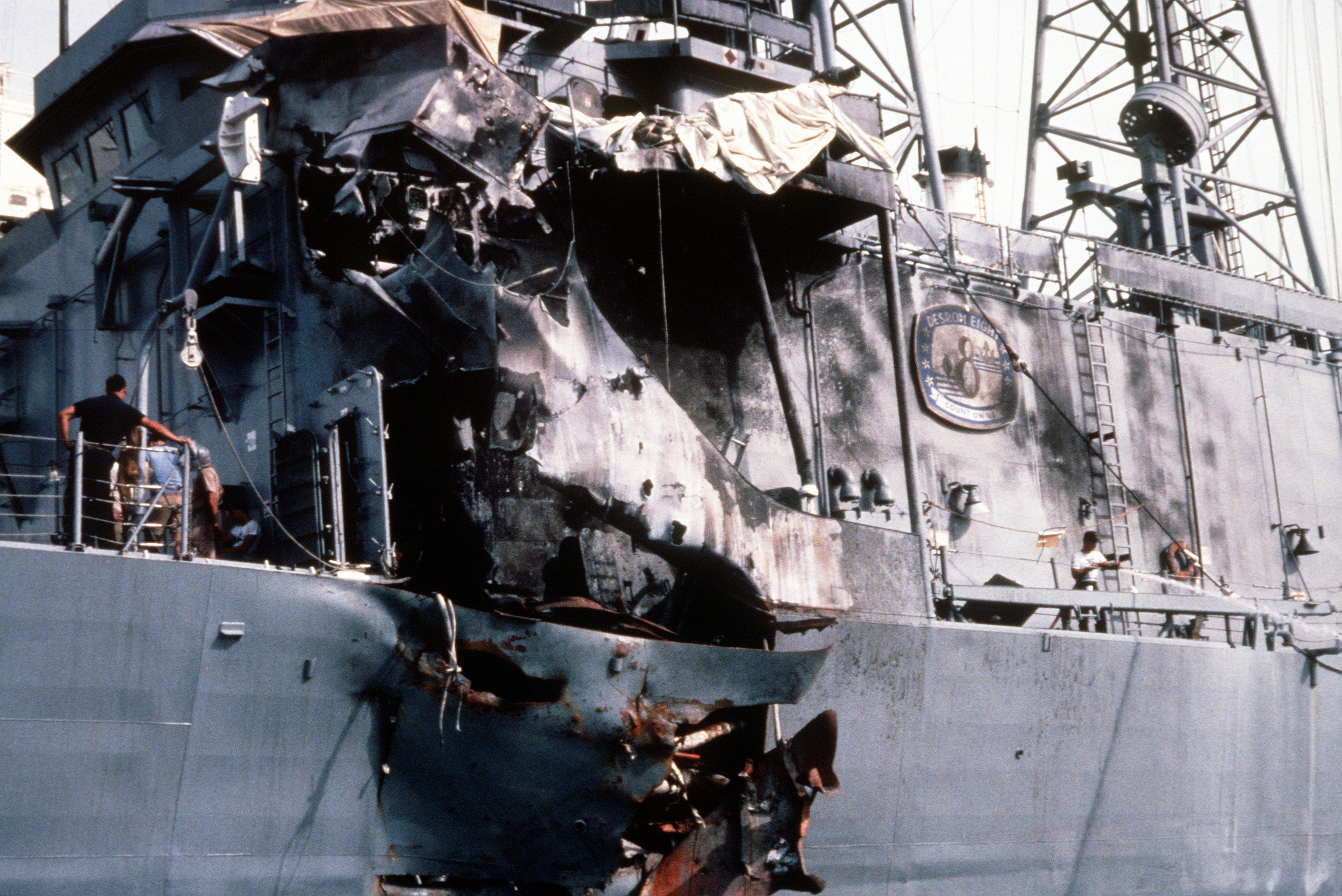
在外部视角看船舰损伤。

目前尚不清楚伊拉克领导人是否批准这次袭击。飞行员的动机仍未得到解答。美国官员声称他已被处决，但根据一名前伊拉克空军指挥官称，攻击斯塔克号的飞行员没有受到惩罚，并且还活着。

## 20世纪90年代
斯塔克号于1990年成为常驻海军大西洋舰队的一部分，随后于1991年返回中东进行部署。她于1993年加入UNITAS并于1994年参加了恢复民主行动。1995年，斯塔克号回到了中东进行部署。在1997年和1998年部署于大西洋常设海军部队（STANAVFORLANT）。 
斯塔克号于1999年5月7日退役。2005年10月7日，宾夕法尼亚州费城地铁机械公司获得了该船的拆解合同。2006年6月21日，该船被拆解她的船尾板块被保存并捐赠给了梅波特海军基地。 。

## 延伸阅读
- Levinson, Jeffrey L. and Randy L. Edwards. . Annapolis: Naval Institute Press. 1997. ISBN 1-55750-517-9.
- Wise, Harold Lee. . Annapolis: Naval Institute Press. 2007  [2021-12-20]. ISBN 1-59114-970-3. （原始内容存档于2009-08-29）.
- United States. Congress. House. Committee on Armed Services. . Washington, D.C.: U.S. Government Printing Office. 1987.